# Victor Mees
Victor Mees (Antwerp, 26 de enero de 1927 – 11 de noviembre de 2012), apodado Vic o Vicky, fue un futbolista belga que jugó toda su carrera en el Royal Antwerp. Hizo su debut a los 17 años después de la Segunda Guerra Mundial. Mees, que se convirtió en el líder del equipo, ganó su primer título de Liga en 1957 y su primera Copa dos años antes.
Conocida por su espíritu de caballero del fútbol, Mees fue el pilar y capitán de la selección belga. En total, Mees tuvo 68 internacionalidades y disputó la Copa del Mundo de 1954.
Ganó el Zapato de Oro de 1956. En 2002, fue elegido el mejor futbolista del Antwerp del siglo.

## Participaciones en Copas del Mundo
| Mundial                        | Sede  | Resultado      | Partidos | Goles |
| ------------------------------ | ----- | -------------- | -------- | ----- |
| Copa Mundial de Fútbol de 1954 | Suiza | Fase de grupos | 2        | 0     |

### Como entrenador
| Club              | País    | Año       |
| ----------------- | ------- | --------- |
| RSC Anderlecht    | Bélgica | 1944–1964 |
| Olympic Charleroi | Bélgica |           |
| Eendracht Aalst   | Bélgica |           |